# Prisk
Prisk je bio član pretorijanaca za vladavine Gordijana III. Rođen je u Siriji kao sin nekog rimljana koji je vjerojatno imao neku važnost. Brat mu je bio budući rimski car Filip Arapin, koji je vjerojatno bio mlađi od Priska. Prema nekim izvorima postao je prefektom Mezopotamije i prokuratorom Makedonije. 242. postao je član pretorijanske garde, a i sam je uskoro naveo mladoga cara Gordijana III. da on i njegov brat postanu de facto njegovi regenti. Nakon što je Gordijan ubijen, Filip njegov brat, postao je novi car, a Prisko je ostao na Istoku gdje je imao superiornu moć. Nakon što je suzbio pobunu Jotapijana, nestaje s povijesne scene.